# Nelly und das Weihnachtswunder
Nelly und das Weihnachtswunder ist ein deutscher Fernsehfilm der Regisseurin Katja Benrath aus dem Jahr 2024.

## Handlung
Paketbotin Nelly versucht, dem Weihnachtsfest in diesem Jahr aus dem Weg zu gehen. Doch kaum hat sie an Heiligabend ihren Zweitjob hinter der Kasse einer Tankstelle angetreten, entpuppt sich ihr erster Kunde als Betrüger: Sonny klaut nicht nur zwei Flaschen Whisky, sondern stiehlt sich auch noch mit einem Oldtimer aus der Werkstatt davon, während sie mit dem kleinen, schweigsamen Nick im Nebenraum spricht. Da Nelly die beiden für Komplizen hält, packt sie Nick und bricht zur Verfolgung auf. Unterstützung erhält sie dabei von Taxifahrerin Gesine, die gerade erst ihren Wagen an der Tankstelle betankt hat. Als Nelly das gestohlene Auto zufällig vor einer Villa entdeckt, schickt sie Gesine zurück und bittet sie, während ihrer Abwesenheit die Tankstelle zu überwachen. Anschließend stellt Sonny zur Rede. Doch dieser entpuppt sich als freundlicher, aber gescheiterter junger Mann, der das Auto lediglich gestohlen hat, um seine wohlhabende Familie zu Weihnachten zu beeindrucken – allerdings ohne Erfolg.
Nelly will nichts lieber, als den Ärger hinter sich zu lassen, doch bald stellt sich heraus, dass Sonny den stummen Nick gar nicht kennt. Gemeinsam mit Sonny beschließt sie, nach Nicks Angehörigen zu suchen. Als sie in einer Gaststätte eine Pause einlegen, trifft Sonny seine Jugendliebe Fiona wieder, die in einer unglücklichen Beziehung mit ihrem Freund Malte steckt. Nelly stößt bei der Weiterreise hingegen in einem festlich geschmückten Haus nicht auf Nicks Verwandtschaft, sondern auf ihre beste Freundin Yvonne, die den Abend mit ihrem Freund Karl und dessen Kindern zubringt und zu der sie seit Monaten keinen Kontakt mehr pflegt. Als Sonny Nelly auf die unerwartete Begegnung anspricht, erklärt diese ihm, dass sie Weihnachten zuvor immer mit Yvonne und ihrer pflegebedürftigen Mutter gefeiert habe, seit dem Tod ihrer Mutter im Frühjahr Yvonnes neu gefundenes Beziehungsglück jedoch nur schwer ertrage und sich in Folge nicht mehr bei ihr gemeldet habe.
Als Nick ausbüchst und die beiden zu einer Eissporthalle führt, wagt sich Nelly auf die freie Eisfläche, wo sie an bessere Zeiten zurückdenkt und realisiert, dass sie nach vorne blicken muss. Reumütig entschuldigt sie sich daraufhin bei Yvonne für ihr Verhalten. Sonny fasst sich nach der Begegnung mit Fiona derweil ein Herz und gesteht ihr, dass er sich noch immer ein Leben an ihrer Seite vorstellen könne, doch Fiona beteuert, bei Malte bleiben zu wollen. Als Nelly, Sonny und Nick schließlich zur Tankstelle zurückkehren, finden sie Gesine in Gesellschaft des in Köln gestrandeten Weihnachtsbaumverkäufers Stojan sowie des zwielichtigen Kunden Tattoo und dessen Gefolgschaft wieder, die zwischen den Zapfsäulen an einer langen, geschmückten Tafel Weihnachten feiern. Nicht nur Radiomoderator Olli Knautke, der sich überraschend als Besitzer des Oldtimers entpuppt, stößt zu ihnen, sondern auch Fiona gesellt sich doch noch zu den Feiernden. Nick, der sich zufrieden vom Geschehen entfernt, verwandelt sich in eine Sternschnuppe und verschwindet.

## Hintergrund
Nelly und das Weihnachtswunder wurde von der Kölner Niederlassung der Bavaria Fiction sowie ConradFilm im Auftrag des ZDF hergestellt. Das Drehbuch zum Film verfasste Norbert Eberlein. Regie führte Katja Benrath. Die Dreharbeiten fanden vom 21. November bis 19. Dezember 2023 in Köln und Umgebung statt. Der Arbeitstitel lautete Weihnachten für Anfänger. Zu den Drehorten gehörten ein Ladengeschäft in der Antwerpener Straße 9 im Belgischen Viertel, der Friesenplatz, eine Gaststätte in der Kirchstraße in Zündorf sowie die Eissporthalle in Troisdorf.
Die Musik zum Film schrieben die beiden Komponisten Elisabeth Kaplan und Florian Hirschmann. Zu den Weihnachtsliedern, die im Laufe des Films eingespielt werden, gehören All I Want for Christmas Is You von Mariah Carey, Do They Know It’s Christmas? von Band Aid, Last Christmas von Wham!, My Only Wish (This Year) von Britney Spears, Driving Home for Christmas von Chris Rea und Thank God It’s Christmas von Queen sowie Joni Mitchells River. Kaplans im Jahr 2022 veröffentlichte Single A Simple Christmas ist zum Ende des Films hören.

## Rezeption

### Kritik

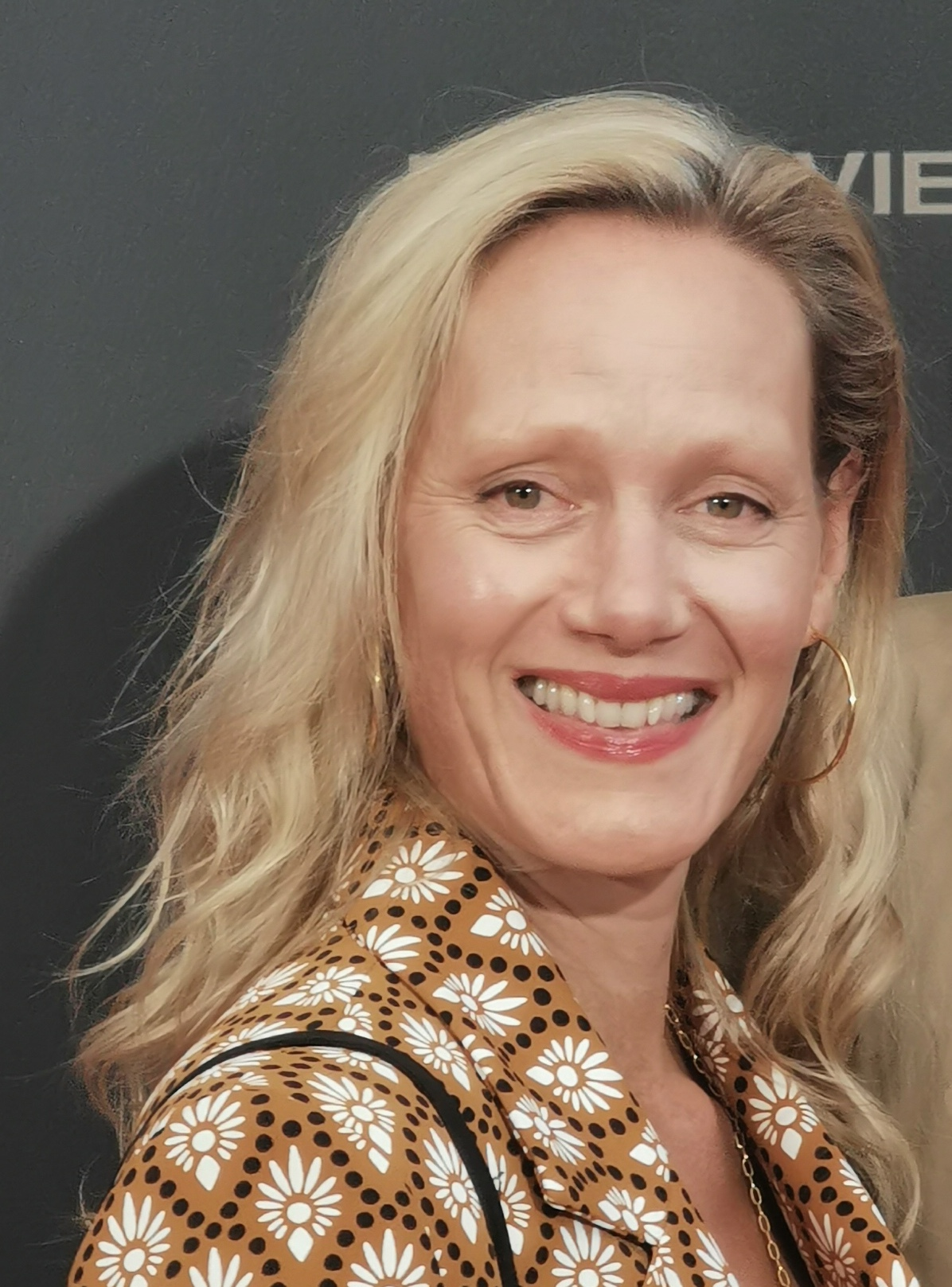
Hauptdarstellerin Anna Schudt erhielt positive Kritiken für ihr Spiel.

Frankfurter Allgemeinen Zeitung-Redakteur Matthias Hannemann urteilte, dass „drei Viertel des Filmes [...] genauso menschenfreundlich und kuschelig schön“ geraten seien, „wie man es vom Genre erwartet“. Anna Schudt spiele ihre Hauptrolle „hübsch kantig“ und rette „im Alleingang die rührselige Geschichte, die Norbert Eberlein für das gegenwartserschöpfte, Kraft für den Familienbesuch sammelnde Publikum“ geschrieben habe. Erst gegen Ende, wenn die Biographien der Charaktere deutlicher würden, schlittere Nelly und das Weihnachtswunder „zusehends ins Pastorale“. Die Figuren rückten nah, „wenn Katharina Dießner die Kamera vom Stativ nimmt und die Bilder einen Hauch herber und authentischer erscheinen lässt. Aber hemmungslos kitschig bleibt die Story gleichwohl. In Weihnachtsfilmen ist das erlaubt“.
Rainer Tittelbach von Tittelbach.tv befand, dass „die Selbstfindungs-Mär von Katja Benrath nach dem Drehbuch von Norbert Eberlein ein soziales Märchen“ sei, „das die Gemeinschaft, die Kraft des positiven Denkens und die vermeintlichen Außenseiter feiert – weihnachtlich naiv, aber ohne Gefühlsduselei und allzu dicken Zuckerguss [...] In Filmen zur Weihnachtszeit sind solche Selbstfindungs-Phantasien und sozialen Utopien erwünscht. Und wenn sie dann noch ohne Gefühlsduselei und allzu dicken Zuckerguss auskommen wie Nelly und das Weihnachtswunder, ist das besser als alles, was das ZDF-Herzkino das ganze Jahr über zu bieten hat“.
Oliver Armknecht schrieb in seiner Kritik für Film-Rezensionen.de, dass die Produktion „üblichen Pfaden“ folge und größere Überraschungen „Mangelware“ seien. Insbesondere das Ende gerate ein „bisschen kitschig“ und übereilt, wodurch auch die Charakterentwicklung leide. Dennoch bezeichnete Armknecht den Spielfilm als einen der „besseren Beiträge aus dem Segment“. So sei Nelly und das Weihnachtswunder nicht nur „amüsant“ geraten, sondern ginge auch „tatsächlich zu Herzen. So übertrieben das Drumherum ist, die eigentlichen Themen sind schon aus dem Leben genommen. [...] Der Film ist daher so etwas wie eine Umarmung für all die Menschen da draußen, die am Leben gescheitert sind oder zumindest den Eindruck haben, macht Hoffnung, dass es doch noch einmal besser werden kann“.
Prisma-Rezensent Elisa Eberle nannte den Film „skurril“ und schrieb: „Die Geschichte von der Läuterung eines griesgrämigen Weihnachtsmuffels ist vielleicht nicht unbedingt die innovativste (Charles Dickens' Ebenezer Scrooge lässt grüßen). Die überraschenden Wendungen machen dieses Manko allerdings wieder wett. Wer sich also nach einem kuscheligen, unaufgeregten Weihnachtsfilm mit kitschigem Happy-End sehnt, dürfte an Nelly und das Weihnachtswunder durchaus Gefallen finden“. Filmdienst nannte Nelly und das Weihnachtswunde eine „weihnachtliche Komödie, die sich mehr und mehr zum Ensemblefilm entwickelt, allerdings nur wenigen Figuren interessante Züge verleiht. Auch der moralische Zeigefinger wird eher aufdringlich als dezent eingesetzt“. Die Zeitschrift Cinema gab dem Film drei von fünf Punkten und resümierte: „Arg moralisch. Tauwetter an der Weihnachtsfront“.

## Verweise
- Nelly und das Weihnachtswunder in der ZDF-Mediathek. Video (89 Min.), abrufbar bis 17. November 2025
- Nelly und das Weihnachtswunder bei IMDb